# 바르카가물치
바르카가물치(학명: Channa barca)는 등목어목 가물치과 가물치속에 속하는 열대성 담수어의 일종이다. 인도의 아삼주·나갈랜드주와 방글라데시에 걸친 브라마푸트라강 상류에만 서식하는 남아시아 고유종으로, 네팔에서도 일부 관찰 기록이 있다. 몸길이가 최대 105cm까지 자랄 수 있는 중대형 어류로, 식재료로서의 가치가 있으며 관상용으로서도 각광받으나, 크기와 희소성 때문에 일반적인 수조에서는 사육하기 어렵다.